# Liceo scientifico Filippo Masci
Il liceo scientifico statale Filippo Masci è un liceo scientifico di Chieti. Istituito nel 1923, in seguito alla riforma Gentile, è la prima scuola del suo genere in Abruzzo.
Il liceo è intitolato al filosofo e politico abruzzese Filippo Masci.

## Storia
Venne istituito in un palazzo dei Lepri nel quartiere Civitella, antica sede dell'osservatorio astronomico. Fu tra i primi licei scientifici istituiti in Italia dopo la Riforma Gentile del 1923 e nel 1924 fu intitolato in onore del filosofo e politico neo-kantiano Filippo Masci, morto nel 1922. A quel tempo gli studenti erano prevalentemente maschi e originari della provincia di Chieti, ma alcuni di loro provenivano da altre parti dell'Abruzzo, dal Molise, dalle Marche, dall'Argentina o dagli Stati Uniti d'America.

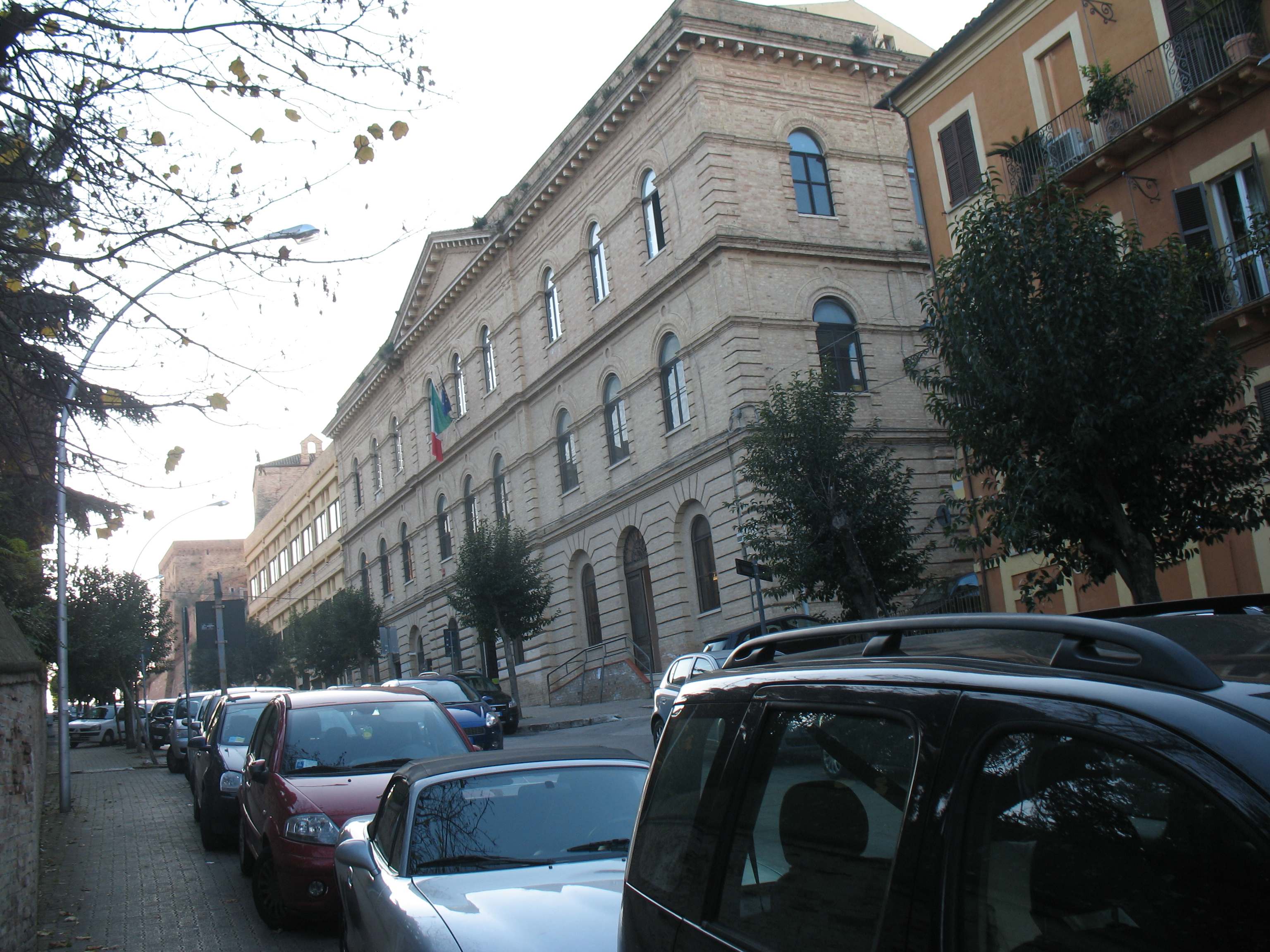
La sede storica in via Nicoletto Vernia

Dal 1943 al 1944, durante la seconda guerra mondiale, le lezioni furono sospese e la scuola fu aperta per accogliere i profughi provenienti dalla provincia di Chieti.
Per molti anni ci furono solo 5 classi, ma dagli anni '70 gli studenti iniziarono ad aumentare di numero; quando la crescita era finita, c'erano circa 35-40 classi.
A causa della necessaria ristrutturazione della storica sede del liceo, tutte le aulee vennero ricollocate in altri edifici, tra cui un'ala del seminario di Chieti, che era stata affittata in precedenza per diminuire il sovraffollamento. Nel 2024, infine, il liceo è stato permanentemente spostato in un edificio di nuova costruzione, che ha preso il posto della sede del soppresso 123º Reggimento fanteria "Chieti". La precedente sede principale della scuola ospitò la Camera di Commercio ed Arti teatina dal 1863 e successivamente un'altra scuola superiore, la Reale Scuola Industriale Luigi di Savoia, tuttora esistente.
Nel 2014 venne eletta "miglior scuola secondaria in Abruzzo" da Eduscopio, un progetto della Fondazione Giovanni Agnelli.